# Cervonîi Hai, Korostîșiv
Cervonîi Hai (în ucraineană Червоний Гай) este un sat în comuna Slobidka din raionul Korostîșiv, regiunea Jîtomîr, Ucraina.

## Demografie
Componența lingvistică a localității Cervonîi Hai
     Ucraineană (100%)
Conform recensământului din 2001, toată populația localității Cervonîi Hai era vorbitoare de ucraineană (100%).